# Nereis uncia
Nereis uncia är en ringmaskart som beskrevs av Holly 1935. Nereis uncia ingår i släktet Nereis och familjen Nereididae. Inga underarter finns listade i Catalogue of Life.